# Перещепинський скарб

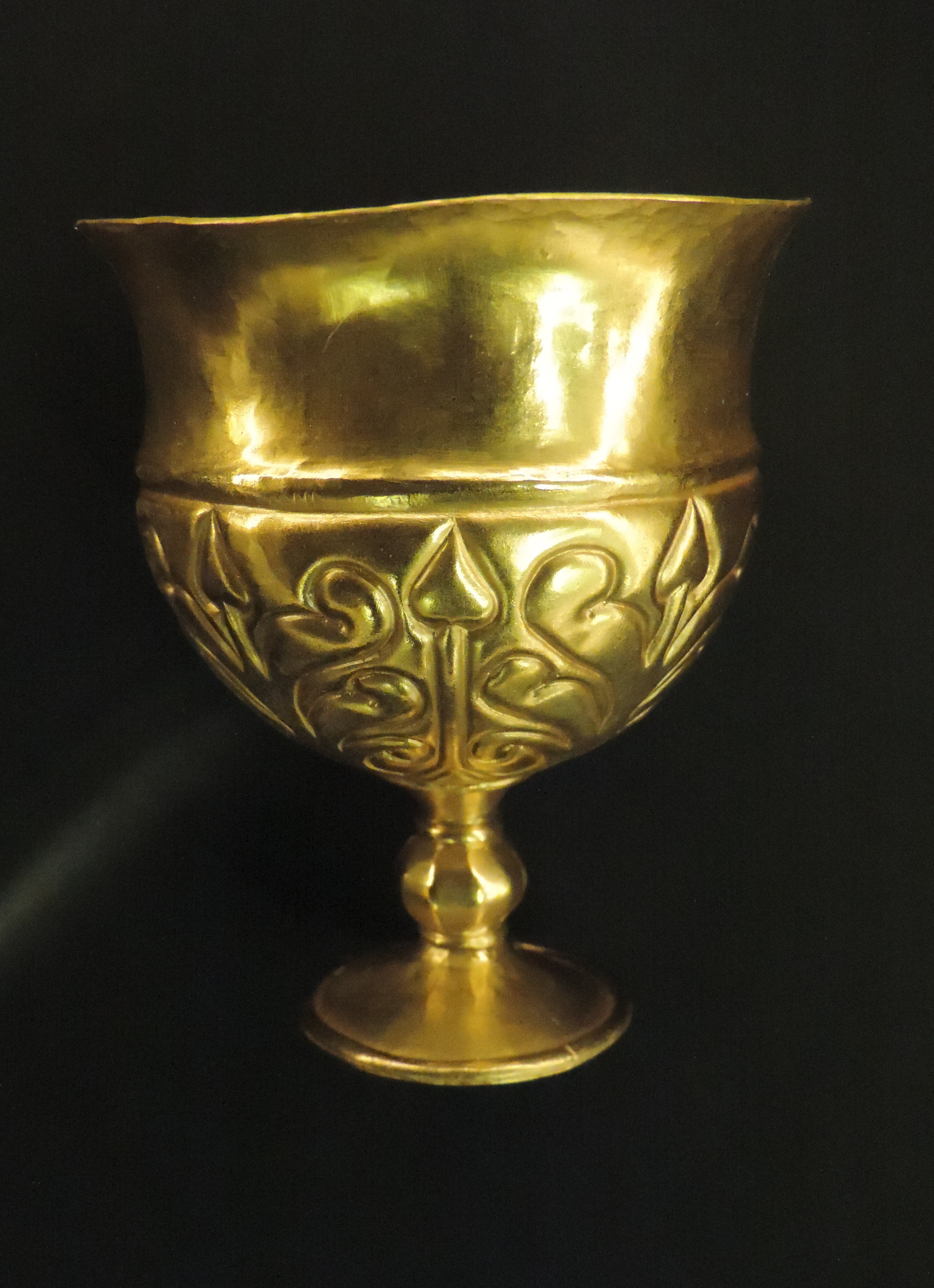
Кубок з Перещепинського скарбу

Переще́пинський скарб, Малоперещепинський скарб — найбагатший скарб знайдений у Східній Європі. Комплекс золотих і срібних речей (75 кг; зброя, прикраси, посуд, монети 4—8 ст.ст.), знайдений 1912 біля села Мала Перещепина (Полтавська область, Новосанжарський район). Залишки поминального комплексу, які пов'язують з булгарським ханом Кубратом.
Комплекс та місце знахідки вивчались І. А. Зарецьким та М. О. Макаренком (1912), О. О. Бобринським (1914), Л. А. Мацулевичем (1927), А. Т. Сміленко (1975), Й. Вернером (1984) та іншими.

## Історія знахідки
29 травня 1912 року, коли 12-ти річний хлопчина Федір Деркач та його друг (син козака Карп Іванович Маджар, 14 років) під час прогулянки піщаним пагорбом побачив невеликий провал. Засунувши туди палицю, хлопчина почув металевий звук. (За іншою версією - проходячи піском провалився ногою, причому в ямці під ногою опинився якийсь предмет, який і звернув увагу Деркача).
Після цього хлопчик почав руками розгрібати пісок і помітив широку горловину великої посудини. Федір покликав на допомогу свого товариша, на два роки старшого Карпа Маджара, і хлопці разом витягли на поверхню позолочену амфору та ще кілька золотих чаш.
Усе це дітлахи віднесли додому до Деркача (існує версія, що знахідки сховали в кущах біля озера). Потім хлопці покликали матір Федора й та, побачивши, що вони знайшли, злякалась, що то речі з церкви, її хтось пограбував й вирішив це сховати. Забобонна жінка веліла дітлахам винести ті речі з хати, мовляв, «а то й нам буде напасть!»
Наступного дня після знахідки до цього піщаного пагорба приїхав місцевий урядник Осипенко та селяни-землекопи. Перекопавши пагорб у місці, де діти натрапили на цінні речі, знайшли ще близько тисячі (за іншою версією – близько 800) різноманітних речей зі скарбу. Він залягав на глибині від 0,2 до 1 метра в ямі діаметром півтора метра. Проте разом із офіційними особами почали з’являтися люди, охочі прибрати до рук щось як сувенір.

Відомий археолог, мистецтвознавець, а за сумісництвом, на той час, ще й хранитель петербурзького музею Ермітаж Микола Макаренко так описує поведінку місцевого люду:
«Жителі села, натовпом оточивши пагорб, один поперед одного тягли з піску речі, рвали, ламали, кидали під ноги уламки знайдених предметів, шматували собі "на пам'ять", частинки золотих пластинок фольги, тут же жбурляючи їх під ноги, бо сусіди знаходили більші».
Згодом під час обшуків було всі речі було вилучено. На жаль невідомо чи всі знахідки вдалося вилучити чи ні.

## Опис скарбу
Загальна вага скарбу  75 кг (25 кг золотих та електрових і 50 кг срібних виробів). Значну групу становить посуд, частина якого має візантійськи клейма та написи: глечик з тазиком для умивання, глек, амфора, блюда, кубки, ритон та інш. Цікаве срібне блюдо єпископа Патерна з м. Томі (кінця 5 ст.). Серед предметів  - зброя, багате спорядження вершника, коня. Також - гривни, браслети, персні, пряжки, наконечники поясів, дрібні прикраси, фрагменти кількох палашів із золотим окуттям, бойова сокира, вудила, залишки тканини тощо.
Серед знахідок виявлено 69 золотих візантійських монет імператорів Маврікія Тіберія (582—602), Фоки (602—610), Іраклія з синами (613—641), Константина ІІ (641—668).
Зберігається за офіційними даними в Ермітажі, Російська Федерація. Одна з монет -  у Полтавському краєзнавчому музеї. Планів, навіть часткового повернення, в Україну поки що немає.